# 阿倫·莫伊
阿伦·弗兰克·莫伊（英語：Aaron Frank Mooy；1990年9月15日—），是一位澳大利亞職業足球運動員。司職中場。
莫伊於澳大利亚悉尼出生，於青年軍時期曾效力博尔顿，於效力圣米伦時首次於一線隊上陣。2012年，他轉會至西悉尼流浪者，並於2年後轉投墨爾本城。2016年，穆爾轉會至英格蘭超級足球聯賽球隊曼城後，立刻被外借至哈德斯菲尔德，協助球隊升班至英超。2017年6月，他正式轉投哈德斯菲尔德。2019年8月，被球隊外借至布萊頓。2020年8月，布萊頓宣布莫伊转会中超球队上海上港。2022年7月19日，莫伊加盟凯尔特人，合同期为两年。
於國家隊方面，自2012年開始為澳洲國家足球隊作賽，莫伊共代表國家隊上陣超過30場比賽，攻入5球。他亦曾替代表澳洲 U20出戰2009年國際足協U-20世界盃。